# 中愛別駅
中愛別駅（なかあいべつえき）は、北海道上川郡愛別町字中央にある北海道旅客鉄道（JR北海道）石北本線の駅である。電報略号はナア。事務管理コードは▲122506。駅番号はA39。普通列車のみの停車駅である。

## 歴史

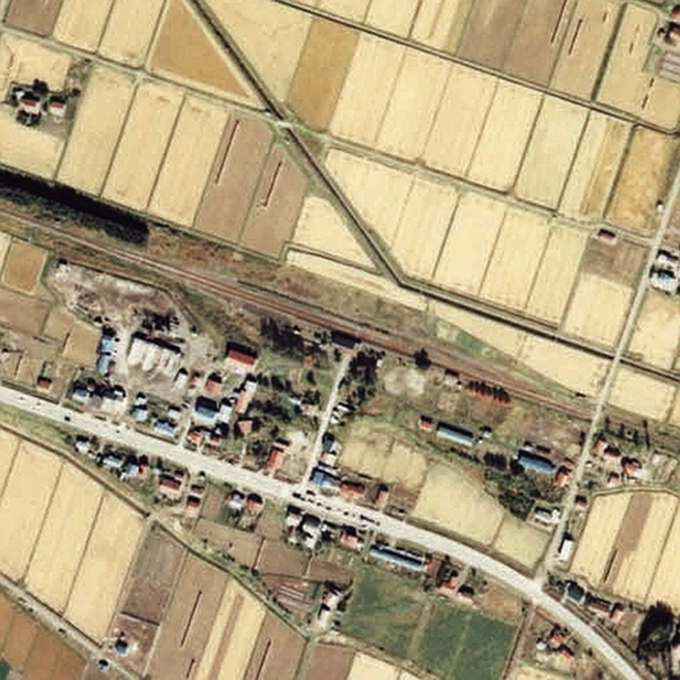
1977年の中愛別駅と周囲約500m範囲。右が上川方面。

- 1923年（大正12年）11月15日：鉄道省石北線愛別駅 - 上川駅間延伸開業に伴い設置[3]。一般駅[1]。
- 1927年（昭和2年）10月10日：所属路線名が石北西線に改称[3]。
- 1929年（昭和4年）11月20日：上川駅 - 中越駅間延伸開業[3]。
- 1932年（昭和7年）10月1日：新旭川駅 - 野付牛駅（現・北見駅）間を石北線と線名改称[3]。
- 1949年（昭和24年）6月1日：公共企業体である日本国有鉄道に移管。
- 1961年（昭和36年）4月1日：所属路線名が石北本線に改称[3]。
- 1975年（昭和50年）12月25日：貨物取扱い廃止[1][4]。1976年（昭和51年）11月7日に貨物上屋取り壊し[4]、1980年（昭和55年）8月20日に貨物線撤去[4]。
- 1983年（昭和58年）1月10日：荷物取扱い廃止[1][4][5]。CTC導入に伴い駅員無配置駅となり[6]、簡易委託化[4][5]。
- 1987年（昭和62年）4月1日：国鉄分割民営化によりJR北海道に継承[1][3]。
- 1988年（昭和63年）11月3日：駅舎改築[5]。
- 1989年（平成元年）4月30日：簡易委託廃止、完全無人化[5]。

### 駅名の由来
愛別村（当時）の中央に位置したことによる。

## 駅構造
2面2線の相対式ホームをもつ地上駅。簡易駅舎を有する。ホームは跨線橋で連絡する。
無人駅。自動券売機は設置されていない。

### のりば
| 番線 | 路線      | 方向 | 行先     |
| ---- | --------- | ---- | -------- |
| 1    | ■石北本線 | 上り | 旭川方面 |
| 2    | ■石北本線 | 下り | 上川方面 |

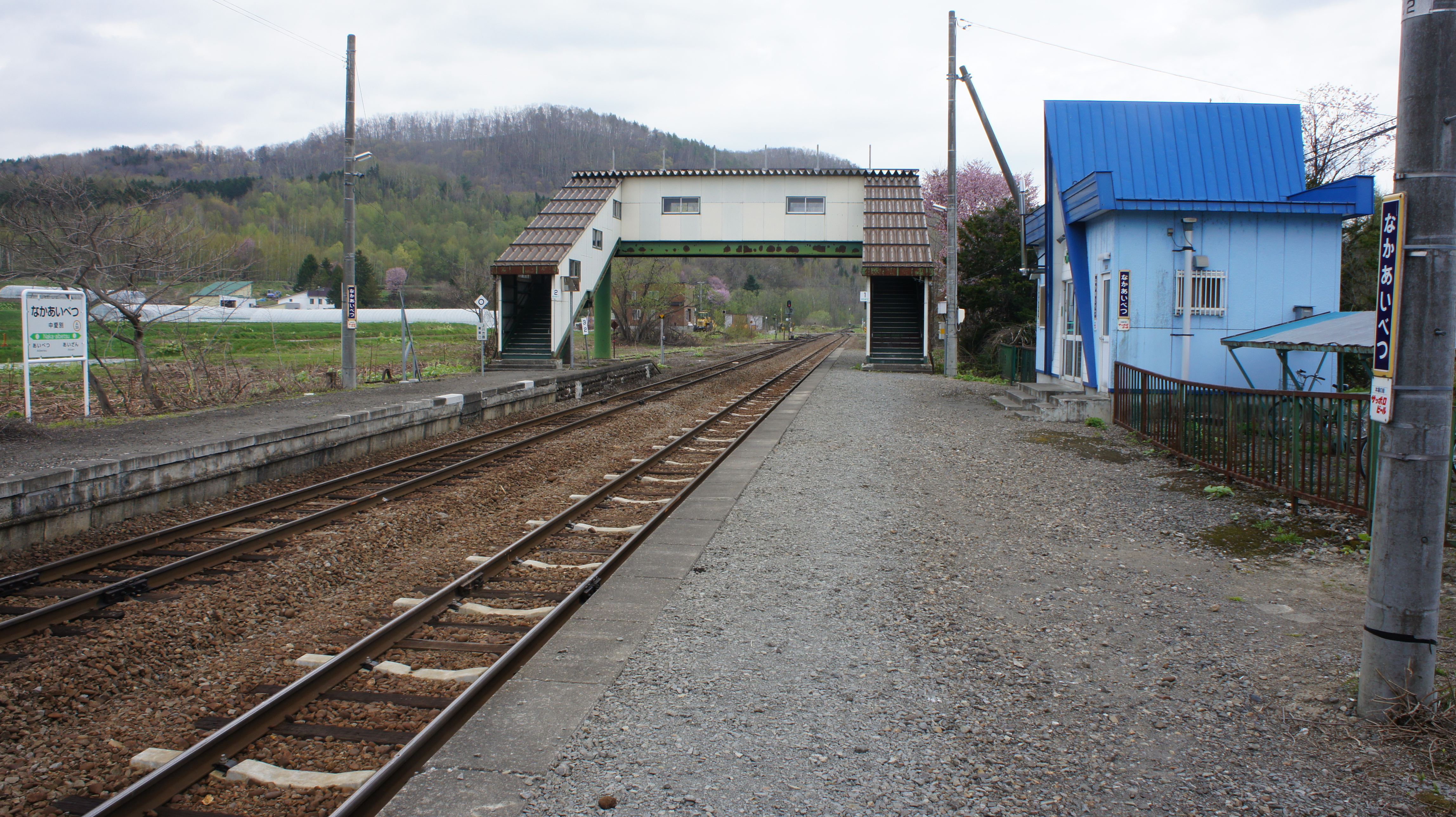
ホーム（2018年5月）
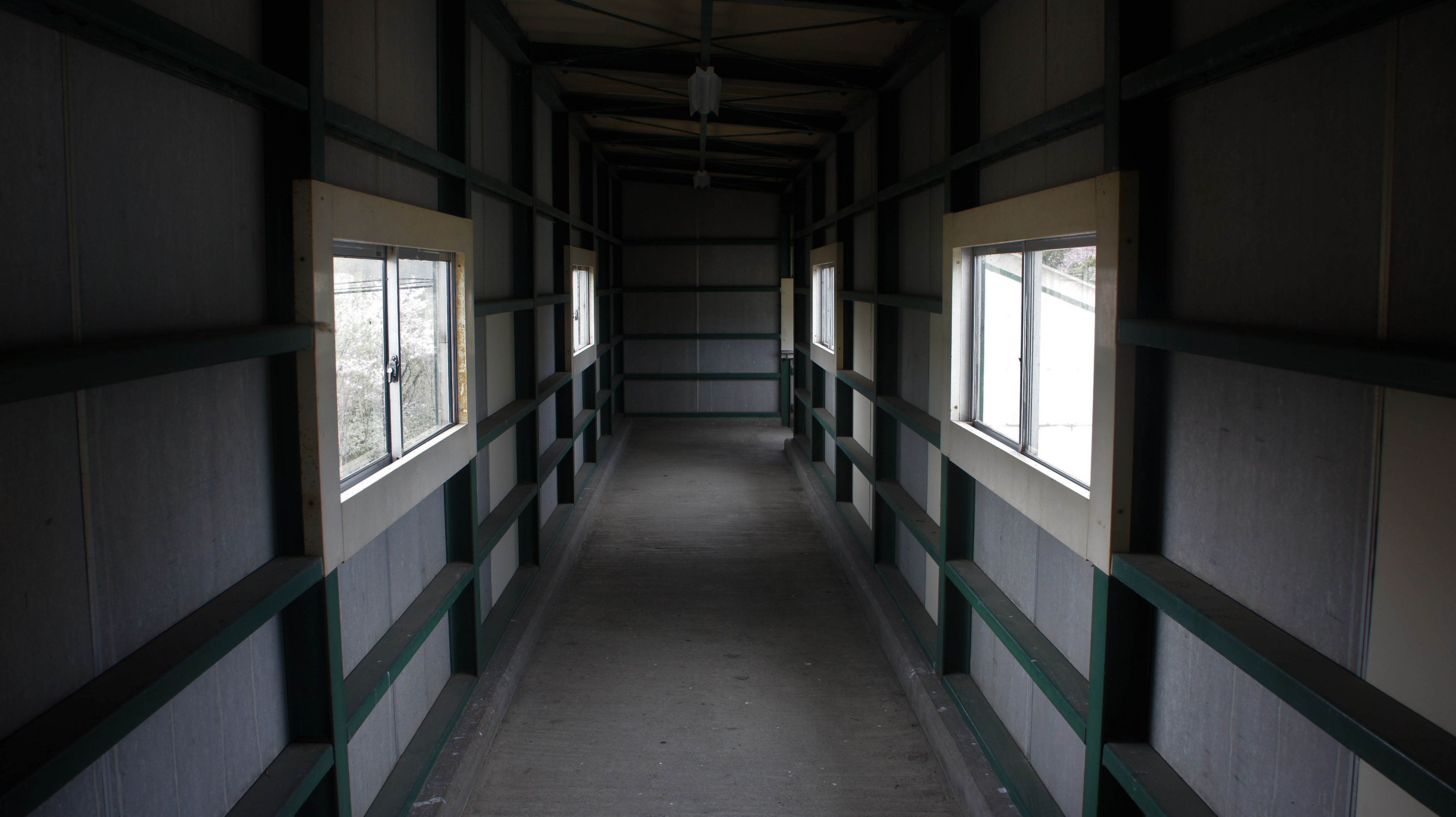
跨線橋（2018年5月）
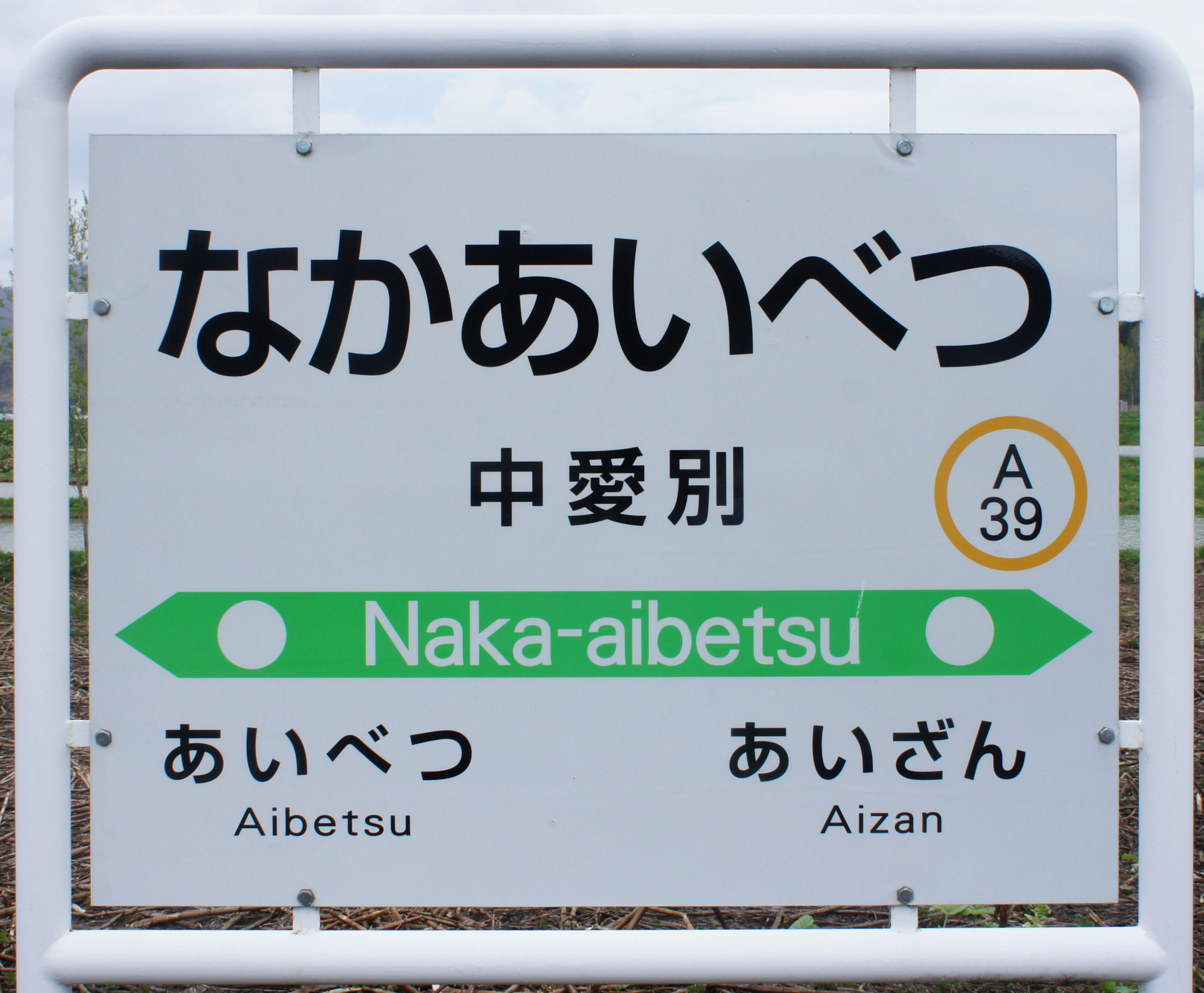
駅名標（2018年5月）

## 利用状況
乗車人員の推移は以下のとおり。年間の値のみ判明している年については、当該年度の日数で除した値を括弧書きで1日平均欄に示す。乗降人員のみが判明している場合は、1/2した値を括弧書きで記した。
また、「JR調査」については、当該の年度を最終年とする過去5年間の各調査日における平均である。
| 年度               | 乗車人員 | 乗車人員 | 乗車人員 | 出典       | 備考 |
| 年度               | 年間     | 1日平均  | JR調査   | 出典       | 備考 |
| ------------------ | -------- | -------- | -------- | ---------- | ---- |
| 1978年（昭和53年） |          | 121      |          | [ 8 ]      |      |
| 2016年（平成28年） |          |          | 7.4      | [ JR北 1 ] |      |
| 2017年（平成29年） |          |          | 7.6      | [ JR北 2 ] |      |
| 2018年（平成30年） |          |          | 8.2      | [ JR北 3 ] |      |
| 2019年（令和元年） |          |          | 7.6      | [ JR北 4 ] |      |
| 2020年（令和02年） |          |          | 7.4      | [ JR北 5 ] |      |
| 2021年（令和03年） |          |          | 8.4      | [ JR北 6 ] |      |
| 2022年（令和04年） |          |          | 8.4      | [ JR北 7 ] |      |
| 2023年（令和05年） |          |          | 8.2      | [ JR北 8 ] |      |

## 駅周辺
農村集落の中にある駅。田んぼと山と石狩川に挟まれた地域である。
- 国道39号
- 中愛別郵便局
- 石狩川
- 道北バス「中愛別駅前」停留所
- 法宣寺

## 隣の駅
北海道旅客鉄道（JR北海道）
■石北本線
愛別駅 (A38) - 中愛別駅 (A39) - *愛山駅 (A40) - 安足間駅 (A41)
*:打消線は廃駅

### JR北海道
1. ↑  「石北線（新旭川・網走間）」（PDF）『線区データ（当社単独では維持することが困難な線区）』、北海道旅客鉄道、2017年12月8日。オリジナルの2017年12月9日時点におけるアーカイブ。2017年12月10日閲覧。
2. ↑  「石北線（新旭川・網走間）」（PDF）『線区データ（当社単独では維持することが困難な線区）(地域交通を持続的に維持するために)』、北海道旅客鉄道株式会社、3頁、2018年7月2日。オリジナルの2018年8月19日時点におけるアーカイブ。2018年8月19日閲覧。
3. ↑  “石北線（新旭川・網走間）” (PDF). 線区データ（当社単独では維持することが困難な線区）(地域交通を持続的に維持するために).   北海道旅客鉄道. p. 3 (2019年10月18日). 2019年10月18日時点のオリジナルよりアーカイブ。2019年10月18日閲覧。
4. ↑  “石北線（新旭川・網走間）” (PDF). 地域交通を持続的に維持するために > 輸送密度200人以上2,000人未満の線区（「黄色」8線区）.   北海道旅客鉄道. p. 3・4 (2020年10月30日). 2020年11月2日時点のオリジナルよりアーカイブ。2020年11月2日閲覧。
5. ↑  “駅別乗車人員  特定日調査（平日）に基づく”.   北海道旅客鉄道. 2022年8月3日時点のオリジナルよりアーカイブ。2022年8月14日閲覧。
6. ↑  “駅別乗車人員  特定日調査（平日）に基づく”.   北海道旅客鉄道. 2022年9月3日時点のオリジナルよりアーカイブ。2022年9月3日閲覧。
7. ↑  “駅別乗車人員  特定日調査（平日）に基づく”.   北海道旅客鉄道. 2023年11月10日時点のオリジナルよりアーカイブ。2023年11月10日閲覧。
8. ↑  “駅別乗車人員  特定日調査（平日）に基づく”.   北海道旅客鉄道 (2024年). 2024年9月9日時点のオリジナルよりアーカイブ。2024年9月9日閲覧。